# Віолетта Юк
Віолетта Юк (фр. Violette Huck; нар. 18 березня 1988) — колишня французька тенісистка.
Найвищу одиночну позицію світового рейтингу — 213 місце досягла 3 грудня 2007, парну — 158 місце — 23 березня 2009 року.
Здобула 3 одиночні та 2 парні титули туру ITF.
Найвищим досягненням на турнірах Великого шолома було 2 коло в парному розряді.
Завершила кар'єру 2010 року.

## Фінали ITF за кар'єру

### Одиночний розряд: 4 (3–1)
| турніри $100,000 |
| турніри $75,000  |
| турніри $50,000  |
| турніри $25,000  |
| турніри $10,000  |

| Результат | Ранг | Дата            | Турнір          | Покриття   | Суперниця             | Рахунок       |
| Поразка   | 1.   | 18 березня 2007 | Афіни, Греція   | Ґрунт      | Тельяна Перейра       | 2–6, 1–6      |
| Перемога  | 2.   | 7 травня 2007   | Варшава, Польща | Ґрунт      | Станіслава Грозенська | 3–6, 6–4, 7–5 |
| Перемога  | 3.   | 15 березня 2009 | Діжон, Франція  | Тверде (i) | Лаура-Йоана Андрей    | 6–4, 7–6(7–2) |
| Перемога  | 4.   | 22 березня 2009 | Ам'єн, Франція  | Ґрунт (i)  | Одре Берго            | 6–3, 6–4      |

### Парний розряд: 9 (2–7)
| Результат | Ранг | Дата            | Турнір                  | Покриття   | Партнерка            | Суперниці у фіналі                   | Рахунок               |
| Поразка   | 1.   | 3 липня 2005    | Мон-де-Марсан, Франція  | Ґрунт      | Емілі Баке           | Наталія Гуссоні Фредеріка Пієдаде    | 1–6, 6–7(5–7)         |
| Поразка   | 2.   | 10 березня 2007 | Сабадель, Іспанія       | Ґрунт      | Ніколе Клеріко       | Нурія Санчес Гарсія Вердіана Верарді | 3–6, 6–7(5–7)         |
| Перемога  | 3.   | 17 березня 2008 | Тенерифе, Іспанія       | Тверде     | Жюлі Куен            | Мервана Югич-Салкич Ципора Обзилер   | 6–4, 6–3              |
| Поразка   | 4.   | 24 березня 2008 | Джерсі, Велика Британія | Килим      | Юлія Федосова        | Кортні Негл Робін Стівенсон          | 3–6, 3–6              |
| Поразка   | 5.   | 15 вересня 2008 | Местре, Італія          | Ґрунт      | Маргаліта Чахнашвілі | Мервана Югич-Салкич Орелі Веді       | 2–6, 3–6              |
| Поразка   | 6.   | 6 жовтня 2008   | Жуе-ле-Тур, Франція     | Тверде     | Жюлі Куен            | Мервана Югич-Салкич Крістіна Барруа  | 2–6, 6–7              |
| Перемога  | 7.   | 9 лютого 2009   | Стокгольм, Швеція       | Тверде (i) | Емма Лайне           | Мелані Клаффнер Ксенія Мілевська     | 3–6, 7–6(7–5), [10–8] |
| Поразка   | 8.   | 15 березня 2009 | Діжон, Франція          | Тверде     | Аманда Елліотт       | Кім Кілсдонк Даніелле Гармсен        | 6–7(2–7), 1–6         |
| Поразка   | 9.   | 05 жовтня 2009  | Лімож, Франція          | Ґрунт      | Флоранс Аренг        | Олена Чалова Оксана Калашникова      | 6–4, 3–6, [4–10]      |